# 16241 Dvorsky
16241 Dvorsky è un asteroide della fascia principale. Scoperto nel 2000, presenta un'orbita caratterizzata da un semiasse maggiore pari a 2,5810018 UA e da un'eccentricità di 0,1258672, inclinata di 8,39127° rispetto all'eclittica.